# Barbara McInnis
Barbara McInnis (Boston, 1935 – Hollis, 19 de julho de 2003) foi uma enfermeira de saúde pública norte-americana, especialista em tuberculose, professora e inovadora que dedicou sua vida a fornecer cuidados de saúde a pessoas sem-abrigo e a aumentar a acessibilidade dos serviços de saúde para pessoas sem-abrigo. A Barbara McInnis House em Boston leva o seu nome.

## Primeiros anos
Filha de Joseph "Roy" e Esmeralda (Paszynska), McInnis nasceu em 1935. Ela cresceu em Boston e frequentou a Cathedral High School no South End.

## Carreira

### Criação da clínica de enfermagem

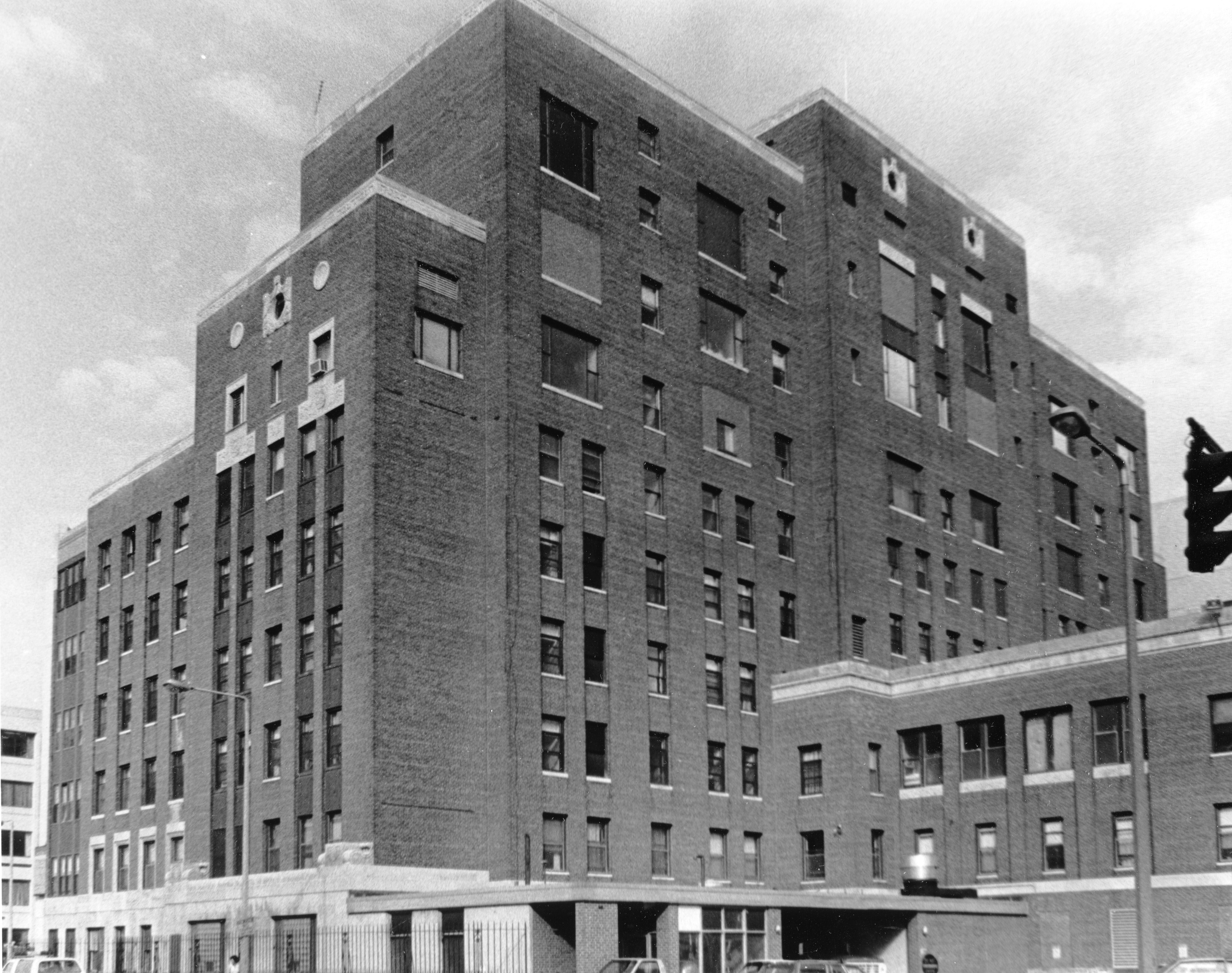
Boston City Hospital, onde McInnis trabalhou antes da criação da clínica Pine Street Inn

Em 1972, McInnis e outras enfermeiras (incluindo Gail P. Lenehan, Dominic O'Donnell e Mary Hennessey) criaram uma clínica para enfermeiras no abrigo Pine Street Inn em Boston, capital de Massachusetts. As enfermeiras trabalhavam originalmente no pronto-socorro do Boston City Hospital, mas foram convidadas pelo diretor da Pine Street na época para visitar o abrigo. Após a visita, as enfermeiras desenvolveram uma consciência de quão desesperadamente os hóspedes ali hospedados precisavam de tratamento médico e das imensas barreiras aos cuidados de saúde que enfrentavam. As enfermeiras concordaram em abrir uma clínica de enfermagem em caráter experimental com duração de um mês. A clínica em Pine Street ainda está em funcionamento e expandiu-se para três clínicas hospitalares e 75 clínicas em abrigos e locais comunitários familiares aos sem-abrigo.

### Mentoria de médicos
Em 1985, McInnis e as enfermeiras com quem ela trabalhava queriam incorporar médicos na sua clínica, mas sentiam que os médicos tinham sido formados de forma inadequada e que as suas abordagens tradicionais aterrorizavam os pacientes. McInnis orientou o Dr. Jim O'Connell e o "recapacitou" para desacelerar, respeitar a dignidade dos pacientes, ser consistente, dirigir-se às pessoas pelo nome, oferecer cuidado e esperança e nunca julgar. McInnis disse a O'Connell para lembrar: “o cerne da arte da cura é o relacionamento pessoal”. O ponto de vista de McInnis foi fundamental para as operações do Boston Healthcare for the Homeless Program, do qual O'Connell se tornou o médico fundador e presidente.
McInnis ensinou O'Connell e outros médicos recém-contratados a molhar os pés e os fizeram molhar os pés durante o primeiro mês de trabalho na clínica Pine Street Inn. Este ritual reverteu a dinâmica de poder entre prestadores de cuidados e pacientes e deu aos médicos tempo para construir confiança e relacionamento com os seus pacientes. Também permitiu que os médicos tratassem doenças comuns, mas angustiantes, e aprendessem sobre as dificuldades e a saúde dos seus pacientes através das condições dos seus pés. A imersão dos pés ainda é oferecida aos moradores de rua na clínica BHCHP em St. Francis House, o maior abrigo diurno de Massachusetts.
O'Connell comentou sobre a orientação de McInnis na Harvard Magazine dizendo:
“O que a Barbara e as enfermeiras me ensinaram desde cedo é que tens de encontrar formas de entrar. Quando você vê alguém lá fora, você pega uma xícara de café e senta com eles. Às vezes, levava seis meses ou um ano para oferecer um sanduíche ou café antes que alguém comece a falar comigo. Mas uma vez que eles se envolvem, eles vão vir a qualquer momento porque eles confiam em você (...) Costumo dizer que o melhor treinamento que tive para este trabalho foi ter sido barman. Porque é tudo sobre ouvir e paciência e perceber que você não tem muito controle sobre a situação. Você pode servir, mas você não pode controlar.”

### Contribuições durante epidemias
McInnis tratou pacientes na clínica-abrigo durante as epidemias duplas de AIDS e tuberculose. Ela estudou o impacto da tuberculose em moradores de rua em ambientes congregacionais e utilizou essas descobertas para contribuir com pesquisas sobre o tratamento da doença.

### Trabalho de extensão
Em 1986, o governo de Massachusetts financiou a primeira van de extensão para moradores de rua no estado, apelidada de "The Overnight Rescue Van", que fornecia alimentos, cobertores e tratamento médico para pessoas que dormiam ao ar livre ou em locais não feitos para habitação durante os três meses mais frios. meses de inverno. McInnis propôs que os trabalhadores da van acompanhassem as mortes entre os que dormiam mal para determinar quais estações tiveram a média de mortes mais altas. Naquele ano, a equipe documentou 56 mortes entre pessoas que dormiam mal e descobriu que morreram na mesma quantidade em todas as quatro estações. McInnis e O'Connell relataram esses dados ao Capitólio Estadual de Massachusetts, o que levou o comitê de saúde pública da legislatura a financiar a van durante todo o ano.

### Criação da Stone Group
McInnis fundou e foi voluntário no Stone Soup Mobile Food Service para fornecer comida quente para pessoas pobres e sem-teto no South End.

### Advocacia para pessoas idosas
Em 1990, McGinnis e outros defensores falaram na conferência “Homeless Elders: Prevention and Intervention” na George Sherman Union da Universidade de Boston. A conferência foi patrocinada por mais de trinta agências, incluindo a Associação de Saúde Pública de Massachusetts. O objetivo da conferência era criar um plano de cinco anos para eliminar a falta de moradia entre as pessoas idosas. McInnis foi citada no The Boston Globe afirmando: “um abrigo não é uma solução aceitável para abrigar os idosos”.

## Barbara McInnis House
Em 1993, o programa Boston Healthcare for the Homeless abriu o centro de repouso Barbara McInnis House, nomeada em homenagem a McInnis e sua dedicação aos sem-teto de Boston. Barbara McInnis House é o primeiro centro de repouso para moradores de rua nos Estados Unidos. A instalação mantém aproximadamente 2 200 pacientes por ano fora das ruas e de ambientes congregacionais enquanto eles se recuperam de doenças graves. A McInnis House também oferece cuidados dignos no final da vida para pessoas sem-teto, sem documentos, com doenças terminais.

## Honrarias
Em 1987 e 1998, o cantor folk Ben Tousley lançou os álbuns Ben Tousley In Concert: Standing There With You e Open the Gates, ambos com a faixa "Song for Barbara" sobre McInnis e seu serviço à comunidade de moradores de rua em Boston, incluindo para Tousley. A música foi tocada em estações de rádio da Nova Inglaterra nas décadas de 1980 e 1990.
Em 1997, McInnis e suas colegas enfermeiras foram homenageadas pela ex-secretária de Saúde e Serviços Humanos dos Estados Unidos, Donna Shalala, por seu compromisso com a divulgação e cuidados preventivos para moradores de rua.
As contribuições de McInnis estão documentadas nos livros Rough Sleepers, de Tracy Kidder, Stories From the Shadows, de James J. O'Connell, e Health Care of Homeless People, de Philip W. Brickner.
Lyndia Downie, diretora executiva de longa data do Pine Street Inn, disse sobre McInnis no American Journal of Nursing: "Ela era receptiva, não fazia julgamentos, era brutalmente honesta, perdoava brutalmente e sempre cuidava dos outros primeiro, tudo de uma forma muito fundamentada."
Em Rough Sleepers, Larry Adams, um ex-membro sem-teto do conselho consultivo do consumidor do BHCHP, credita a McInnis por impedi-lo de cometer suicídio.

## Vida pessoal
McInnis era uma católica franciscana que acreditava na bondade para com todas as criaturas. Ela tinha uma cruz turquesa tatuada na parte interna do pulso. Ela alimentava os ratos nos becos do lado de fora do abrigo Pine Street Inn.

### Morte
McInnis morreu em 19 de julho de 2003, em Hollis, Maine, aos 67 anos de idade. Enquanto visitava amigos no Maine, ela sofreu um pequeno acidente de carro que causou uma rachadura em seu fêmur. McInnis foi para o hospital e, durante uma pequena cirurgia, sofreu uma interação letal entre anestesia e remédios que tomava para diabetes.